# غارث تايلور
غارث تايلور (بالإنجليزية: Garth Taylor) هو طبيب عيون جامايكي، ولد في 29 أبريل 1944، وتوفي في 19 نوفمبر 2005 بسبب أم الدم الأبهرية.